# Ciena
Ciena Corporation — глобальный поставщик телекоммуникационного сетевого оборудования, программного обеспечения и услуг. Компания была основана в 1992 году и со штаб-квартирой в Ганновере, штат Мэриленд.

## История
Компания Ciena была основана в 1992 году Дэвидом Хубером и Кевином Кимберлином. В 1994 году в Далласе, штат Техас, венчурная фирма Sevin Rosen инвестировала 3,3 миллиона долларов в венчурное финансирование Ciena Series A.
В конце 1994 года, во время перехода первой высокоскоростной оптической магистрали от контроля государственного сектора Национального научного фонда к частным компаниям, Ciena начала работать со Sprint — более ранним носителем интернет-трафика — над разработкой «высокопроизводительной оптоволоконной передачи». системы, называемые плотным мультиплексированием с разделением по длине волны (DWDM)". Результатом их усилий стала первая коммерческая система мультиплексирования с плотным разделением волн. Благодаря этому пропускная способность увеличила «общенациональную полностью цифровую оптоволоконную сеть Sprint на потрясающие 1600 процентов». Поэтому Sprint стал крупнейшим в мире оператором интернет-трафика. С успехом от Sprint и других, продажи Ciena «в первый год были самыми высокими за всю историю стартапа».
В феврале 1997 года Ciena завершила самое крупное первичное публичное размещение акций начинающей компании с оценкой в первый день в 3,4 миллиарда долларов. Впоследствии Goldman Sachs в своей исследовательской заметке прокомментировал рекорды, установленные Ciena: "1) наибольший рост прибыли для любой компании в истории, 2) самая прибыльная компания за весь первый год поставок продукции и 3) наибольшая рыночная капитализация любого нового IPO. " К 2001 году Ciena достигла годового дохода в размере 1,6 миллиарда долларов и рыночной капитализации почти в 30 миллиардов долларов.
Несмотря на неудачи на этом пути, Ciena продолжала расти в течение следующих нескольких лет, представляя новые продукты и приобретая такие компании, как Lightera (оптические коммутаторы) и Omnia (оборудование для локального доступа).
В 2000 году Ciena анонсировала оптическое транспортное решение MultiWave Metro, которое позволило городским сетям передавать определённые частоты отдельным абонентам. К июню 2000 года акции Ciena выросли до 120 долларов за акцию, что дало ей рыночную капитализацию, превышающую 30 миллиардов долларов. Продажи новой линейки продуктов компании вызвали оптимизм инвесторов, хотя некоторые аналитики начинали задумываться о том, была ли перестроена волоконно-оптическая сеть США. Список клиентов продолжал расти, приблизившись к 50 именам.

### Рыночный спад и диверсификация
В течение 2001 года рынок телекоммуникаций пережил серьёзный спад. А сегмент, включающий оптическое сетевое оборудование Ciena, упал почти на 2/3 до 9,1 млрд долларов. В следующем 2002 году выручка Ciena снизилась на 80 % до 361 млн долларов. Для решения проблем фирмы были произведены перестановки в руководстве компании, Гари Смит, ранее занимавший пост президента и руководителя отдела продаж, был назначен генеральным директором в мае 2001 года, а Патрик Неттлз, генеральный директор с 1994 года, стал исполнительным председателем.
В течение следующих нескольких лет Ciena расширила ассортимент своей продукции, включив в неё более широкий спектр передовых сетевых решений, включая оптическую коммутацию, гибридное оборудование нового поколения и технологии Ethernet.
Ciena завершила диверсификацию путем внутреннего развития, а также за счёт ряда приобретений и стратегического партнерства. К 2004 году Сиена приобрела в общей сложности 11 фирм (половина до спада) общей стоимостью более 3,3 миллиарда долларов.
5 мая 2015 года Ciena объявила о приобретении Cyan, Inc. — американской телекоммуникационной компании со штаб-квартирой в Петалуме, штат Калифорния, на сумму около 400 миллионов долларов США.

## История приобретений Сиены
| Компания приобрела             | Закрытая дата     | Приблизительная стоимость Миллион долларов |
| ------------------------------ | ----------------- | ------------------------------------------ |
| ДонРивер                       | 1 октября 2018 г. |                                            |
| Пакетный дизайн                | 2 июля 2018 г.    |                                            |
| TeraXion                       | 1 февраля 2016 г. | 32                                         |
| Голубой                        | авг 3, 2015       | 400                                        |
| Nortel Metro Ethernet Networks | мар 19, 2010      | +774                                       |
| Пакеты по всему миру           | мар 3, 2008       | 296                                        |
| Интернет-фотоника              | мая 3, 2004       | 100                                        |
| Catena Networks                | мая 3, 2004       | 314                                        |
| Akara                          | сен 3, 2003       | 46                                         |
| WaveSmith Networks             | июня 13, 2003     | 178                                        |
| ONI Systems                    | июня 21, 2002     | 398                                        |
| Cyras                          | мар 29, 2001      | +1100                                      |
| Omnia Communications           | июля 1, 1999      | 474                                        |
| Lightera Networks              | мар 31, 1999      | 464                                        |
| Терабитный                     | апр 22, 1998      | 12                                         |
| Альта Телеком                  | фев 19, 1998      | 52                                         |
| AstraCom                       | дек 17, 1997      | 13                                         |

## Недавние события
В 2018 году Ericsson, Telstra и Ciena совместно продемонстрировали рекордную скорость передачи 400 Гбит/с в Австралии, что позволило одновременно транслировать эквивалент 1,2 миллиона видео 4K сверхвысокой четкости.
В 2019 году Ciena имела около 1500 клиентов по всему миру, в том числе 85 % крупнейших мировых поставщиков телекоммуникационных услуг. Фирма была признана ведущим новатором и поставщиком оптических сетей, а также лидером по производству оптических систем в мире.